# Chankendi
Chankendi (ázerbájdžánsky Xankəndi, arménsky Ստեփանակերտ, Step'anakert) je město v regionu Náhorního Karabachu v Ázerbájdžánu. Do října roku 2023 šlo pod názvem Stěpanakert o hlavní město mezinárodně neuznané Republiky Arcach. V rámci administrativního dělení Ázerbájdžánu na 14 ekonomických oblastí spadá do ekonomické oblasti Karabach a je jedním z jejích center.

## Název
Nejstarší zaznamenaná arménská osada na témže místě nesla jméno Vararakn (Վարարակն, „rychlé jaro“ arménsky). Jako Chankendi (Xankəndi, znamenající ázerbájdžánsky „chánova vesnice“) vešlo ve známost v polovině 19. století. Na Stěpanakert bylo přejmenováno v roce 1923 po arménském bolševikovi Stěpanu Šaumjanovi.
Se získáním nezávislosti Ázerbájdžánu v roce 1991 došlo ke zrušení sovětského komunistického jména a navrácení původního jména Chankendi. Název Stěpanakert ale používala dále neuznaná Republika Arcach. Po jejím faktickém zániku v roce 2023 (de iure dokončeném k 1. 1. 2024) však i kvůli emigraci většiny arménského obyvatelstva z regionu po třetí válce o Náhorní Karabach došlo k sjednocení faktického a právního názvu na Chankendi.

## Historie

### Založení
Podle arménských zdrojů existovala v místě dnešního Chankendi středověká arménská osada Vararakn, pojmenovaná podle řeky protékající městem. Od 10. do 16. století byla osada součástí arménského Chačenského knížectví. Na konci 18. století bylo založeno Chanbach, zimní sídlo karabašského chána ze Šuše. Od většiny ostatních ázerbájdžánských měst se tedy Chankendi liší tím, že je to relativně mladé město. Zimní sídlo chána bylo postaveno na úpatí hor jen 10 km od jeho sídla v Panahabádu. V prvních letech existence osady tam žil jen chán, jeho rodina, příbuzní a vojenská posádka. Po několika letech se ale do okolí chánova zimního sídla začali stěhovat i řemeslníci, obchodníci a rolníci – osada byla přejmenována na Chankendi – Chánova vesnice.

### Ruská nadvláda

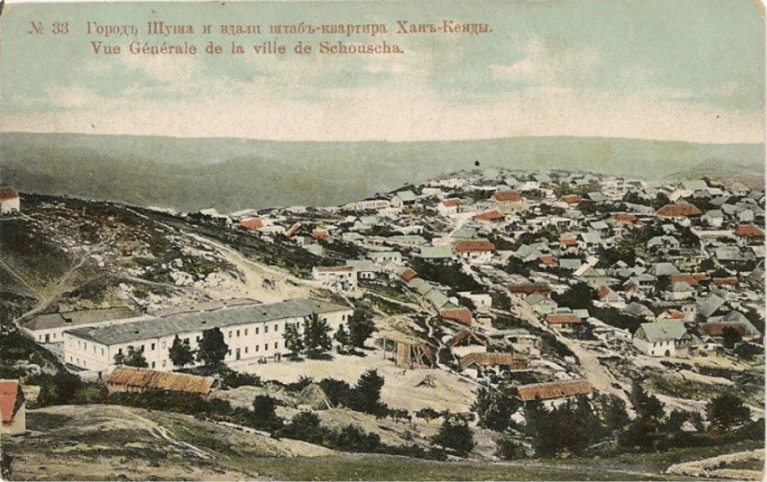
Ruská pohlednice z 19. století. V popředí Šuša, v pozadí kasárna Chankendi, tehdy psáno Chan-Kendy.

Na základě Gulistánské dohody v roce 1813 přešlo město jako součást Karabašského chanátu pod Rusko. Aby se zabránilo častým muslimským (tedy ázerbájdžánským) povstáním proti ruské moci, byly po Karabachu rozmisťovány početné ruské posádky. Jedna z nich byla umístěna i do Chankendi, pro jeho strategickou polohu. Z Chankendi Rusové mohli snadno ovládnout Šušu a také nedaleký Agdam, Chodžali, Malibejli, Karkidžahan a jiné. Aby ruská vojenská posádka byla ve městě podpořena, byl v Moskvě vypracován plán na přesídlení křesťanských Arménů a Rusů do osady. Roku 1813 nežil v Chankendi ani jeden Rus a ani jeden Armén. V roce 1847 žilo v osadě již 80 arménských a 52 ruských rodin. I po roce 1847 pokračovalo přestěhovávání křesťanských Arménů z Persie do rychle se rozvíjející osady. Ruská vláda Arménům důvěřovala více než muslimským Ázerbájdžáncům a umisťovala je do vedení úřadů a civilní správy. V polovině 19. století bylo Chankendi spíše kozáckou vesnicí než běžnou ázerbájdžánskou osadou. Ve vesnici sídlil ruský Sunženský pluk. Byla tam kasárna, nemocnice, plukovní kostel a žily tam rodiny důstojníků a některých vojáků. Mezi ruskými obyvateli se díky důležitosti vojenské posádky běžně o osadě mluvilo jako o „ústředí“ namísto jakéhokoliv domorodého označení.
V roce 1900 mělo Chankendi již 3000 obyvatel, existovala zde dvoustupňová základní škola. Ve městě sídlilo kozácké vojsko. V Chankendi Arméni tou dobou dosáhli nadpolovičního počtu obyvatel, ale stále tam žila ázerbájdžánská šlechtická elita, intelektuálové, hudebníci a umělci.

### Republikánské období
Říjnová revoluce se Chankendi vyhnula. Město bylo uchráněno revolučních zmatků. V roce 1918 byl vyhlášen nezávislý Ázerbájdžán a město k němu bylo i přes odpor většinových arménských obyvatel připojeno. Oblast měla pod kontrolou arménská rada a milice, i přes několikeré vojenské intervence ázerbájdžánské armády a aktivitu britské mise do roku 1919 se Ázerbájdžánu nepodařilo získat trvalou správní kontrolu. Roku 1920 konflikt přerostl do otevřené války, kterou přerušila až invaze Rudé armády. Nezávislá Arménie i nezávislý Ázerbájdžán si nárokovali Karabach, Zangezur a Nachičevansko. Ve všech třech provinciích převládalo arménské obyvatelstvo a oba státy je považovaly za své historické území. Po připojení obou zemí k SSSR bylo potvrzeno, že Náhorní Karabach (včetně Chankendi) a Nachičevansko zůstane ázerbájdžánské a Zangezur bude připojen k Arménské sovětské socialistické republice. Neřešení národnostních otázek při vzniku SSSR vedlo k etnickým válkám na konci období SSSR.

### Sovětské období

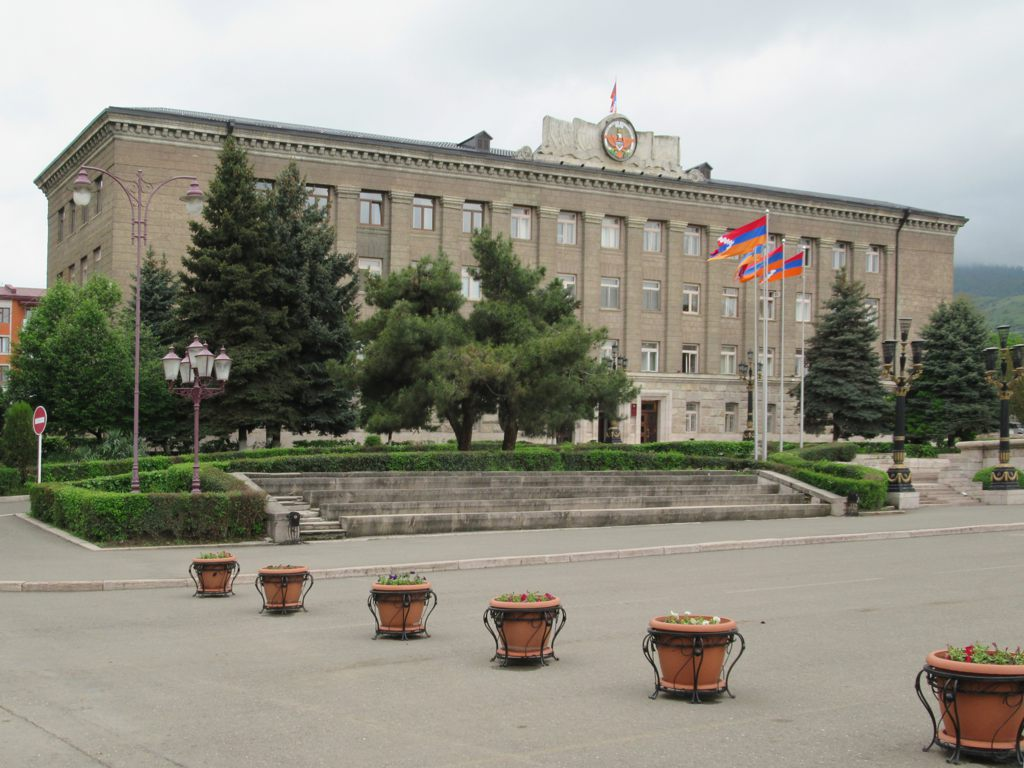
Budova Nejvyššího sovětu Náhorněkarabašské autonomní oblasti, později používané jako prezidentský palác samozvané Republiky Arcach.

V roce 1923 bylo město přejmenováno na Stěpanakert na počest Stěpana Šaumjana, padlého bolševického revolucionáře a člena komuny v Baku. Jelikož pogrom v Šuše, původně hlavním městě regionu, v roce 1920 znamenal jeho částečnou destrukci, jakožto i vysídlení či pobití větší části jeho obyvatel (zejména Arménů), byl určen jako hlavní město Náhorněkarabašské oblasti Stěpanakert. Za čas Stěpanakert vyrostl v nejvýznamnější město regionu (oficiální status města od 1940). Jeho populace vzrostla z 10 459 v roce 1939 na 33 000 v 1978.
Roku 1926 městská správa odsouhlasila nový vzhled města navržený Alexandrem Tamanjanem; dva další návrhy na rozšíření byly schváleny v 30. a 40. letech, obě zachovávající původní část návrhu. Bylo založeno několik škol a dvě polikliniky, stejně tak roku 1932 arménské divadlo pojmenované po Maximu Gorkém. Stěpanakert již tou dobou sloužil jako hlavní ekonomické centrum oblasti.
V sovětském období docházelo k prudkému nárůstu populace, v roce 1939 mělo město 10 000 obyvatel, v roce 1959 20 000 obyvatel, v roce 1970 30 000 obyvatel a v roce 1988 jich bylo 60 000. Zdvojnásobení populace každých dvacet let bylo skvělým ukazatelem rozvoje provinčního sovětského města. Pro rostoucí populaci se stavěly nejen panelákové byty, ale také příslušná sociální a komunální infrastruktura, budovaly se moderní socialistické podniky, aby byl dostatek pracovních míst. Podniky postavené ve Stěpanakertu vyráběly více než polovinu průmyslové produkce Náhorního Karabachu.
Nové hlavní město Náhorního Karabachu mělo po celou dobu SSSR ve vedení jen arménské komunisty, někteří z nich byli do Stěpanakertu překládání z arménského Jerevanu. Původní Ázerbájdžánci se v sovětském období postupně vystěhovávali a město se stávalo více arménské.
Roku 1978 byl Stěpanakert povýšen na město a okres byl přejmenován na Askeran.
V roce 1988 měl Stěpanakert továrny na hedvábí, boty, koberce, na šití oblečení, mlékárny a vinařství známé po celém jižním Kavkaze. Ve městě byl také důležitý elektrotechnický závod, továrna nábytku a závod na výrobu stavebních materiálů.

### První válka o Náhorní Karabach
Politické a ekonomické reformy, které generální tajemník Michail Gorbačov zahájil roku 1985 znamenaly decentralizaci sovětské autority. Arméni, jak v samotné Arménii, tak Náhorním Karabachu, viděli program těchto reforem jako příležitost, jak oba celky sjednotit. 13. února 1988 desítky tisíc Arménů demonstrovaly v Stěpanakertu na Leninově náměstí (nyní Renesanční náměstí) a požadovaly připojení regionu k Arménii. 20. února 1988 vrchní sovět Náhorního Karabachu hlasoval pro připojení k Arménské SSR, což bylo odsuzováno autoritami sovětského Ázerbájdžánu. Vztahy mezi Armény a Ázerbájdžánci, podporujícími pozici tehdejší ázerské vlády, se na to v následující době značně zhoršovaly. V září 1988 se odehrály vzájemné násilnosti zahrnující fyzické napadání a pálení majetku a domů, které měly za následek útěk části obyvatel z města a desítky zraněných. Sovětská armáda, poslaná do města zjednat pořádek, zavedla třídenní zákaz vycházení. Mezi Ázerbájdžánci se šířily fámy o tom, že stěpanakertští Arméni chtějí otrávit vodovodní potrubí do Šuše a také o tom, že dvě ázerbájdžánské studentky byly znásilněny, v reakci na to pochodovaly stovky mladých Ázerbájdžánců z Agdamu na Stěpanakert, byly zastaveni ale Armény před městem a dva ze studentů byli zabiti a mnoho dalších zraněno. Tito dva mrtví ázerbájdžánští studenti jsou považovány za první oběti války v Náhorním Karabachu. V reakci na smrt těchto dvou studentů byl v Sumgaitu proveden pogrom na Armény, ve kterém podle neoficiálních zdrojů bylo zavražděno až 200 arménských civilistů.

Arménští vojáci v sovětských uniformách v Náhorním Karabachu, 1994

Poté, co Ázerbájdžán v roce 1991 deklaroval svoji nezávislost na Sovětském svazu, byl Stěpanakert přejmenován Nejvyšším sovětem Ázerbájdžánské republiky zpět na Chankendi, což bylo součástí dekomunizace a navracení turkického názvosloví. Rozpad SSSR považovali Arméni za příležitost a vyrabovali vojenskou techniku sovětského 366. motorizovaného pluku umístěného ve Stěpanakertu. Ruští vojáci tohoto pluku prodávali své zbraně Arménům, aby měli na jídlo. Americký žurnalista Scott Harton, který v roce 1991 navštívil Chankendi, se stal přímým svědkem toho, kdy ruský důstojník Jurij Nikolajevič prodal ruský tank Arménům za 3 000 USD.
Válka, která se tou dobou rozhořela naplno, vyústila v arménskou kontrolu nad oblastí i regiony spojujícími ji s Arménií. Před konfliktem bylo Chankendi se 70 000 obyvateli největším městem oblasti (Arméni v té době tvořili 75 % celkové populace oblasti). Do roku 1992 toto číslo kleslo na 50 000.
Během války bylo město silně poničeno, zejména na počátku roku 1992, kdy Ázerbájdžánci využili město Šuša jako základnu pro ostřelování a zasypávali jej raketami ze salvových raketometů BM-21 Grad. To trvalo až do 9. května 1992, kdy byla Šuša dobyta arménskými silami. Chankendi nicméně zažívalo letecké bombardování až do konce války.
Klid zbraní byl ustanoven roku 1994. Chankendi se pod sovětským názvem Stěpanakert stalo hlavním městem mezinárodně neuznané Republiky Arcach.

### Druhá válka o Náhorní Karabach
Od samého začátku Druhé války o Náhorní Karabach bylo město terčem útoků ázerbájdžánské armády. Obytné čtvrti byly mj. zasaženy kazetovou municí, obyvatelé byli nuceni uchýlit se do krytů.
Klid zbraní byl podepsán 10. listopadu 2020, po osvobození města Šuša armádou Ázerbájdžánu, a ponechal kontrolu nad územím Náhorního Karabachu oběma armádám ve stavu z doby podepsání dokumentu. Dohoda dále zahrnovala rozmístění mírových ruských sil a harmonogram předání sousedících ázerbájdžánských okresů.
Stěpanakert zůstal sídlem prezidenta Arcachu, Národního shromáždění, vlády, všech ministerstev a dalších útvarů neuznané Republiky Arcach.

### Ázerbájdžánská ofenziva 2023 a současnost

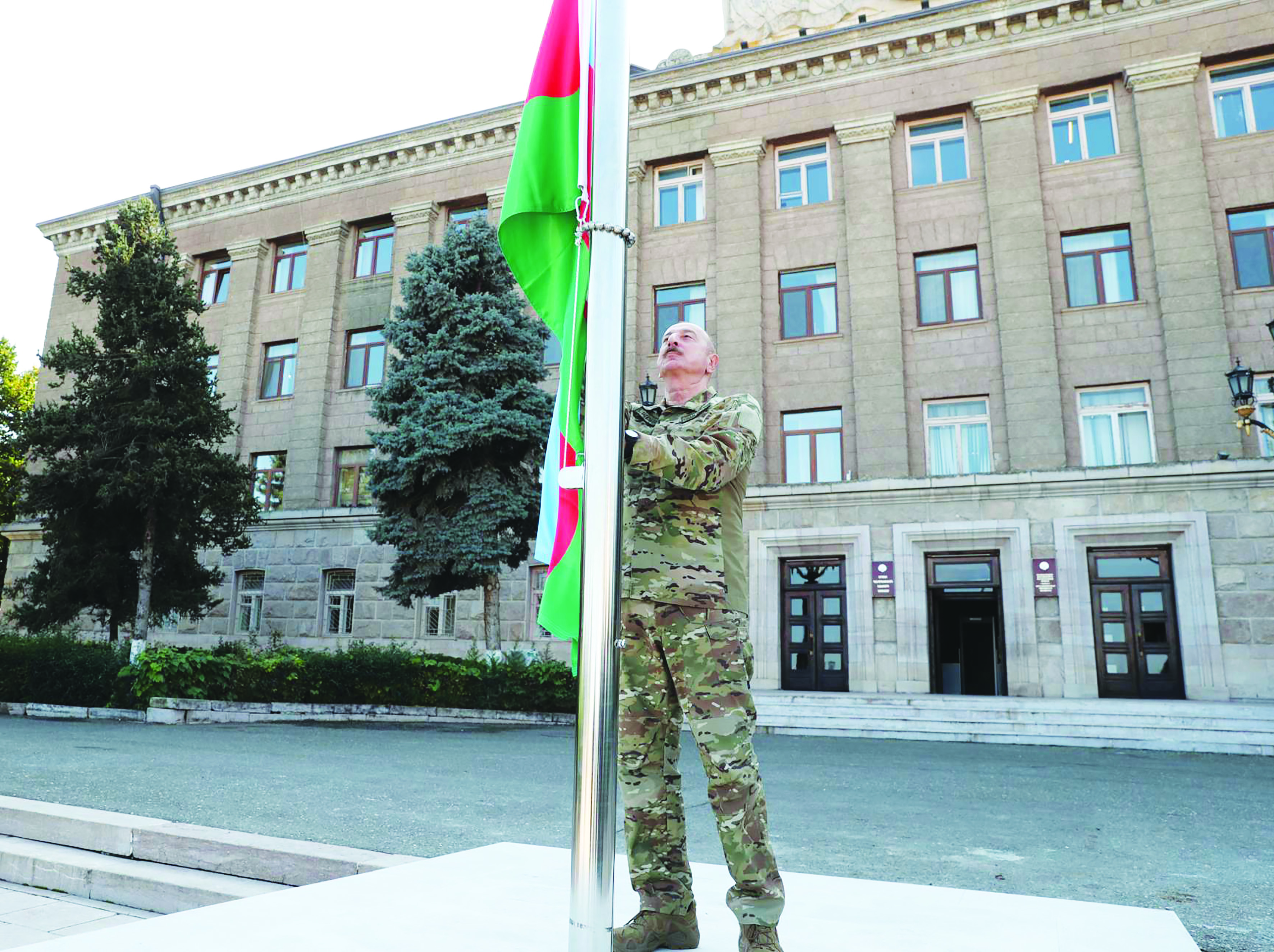
Prezident Ázerbájdžánu Ilham Alijev vztyčuje vlajku během vítězné vojenské přehlídky 15. 10. 2023.

Po krátkém ostřelování během Ázerbájdžánské ofenzivy město 29. září 2023 opustily poslední arménské síly, ve stejný den ve městě začala působit ázerbájdžánská policie. Od 1. října ve městě začaly působit ázerbájdžánské záchranné složky a mobilní operátoři. Dne 15. října 2023 ve městě vztyčil vlajku Ázerbájdžánu prezident Ilham Alijev.
Z Chankendi jsou postupně odstraňovány symboly éry Republiky Arcach, jako např. tank, který připomínal arménské vítězství v První válce o Náhorní Karabach. Zahájena byla také obnova dopravní infrastruktury, 30. prosince 2023 byla ve městě otevřena první čerpací stanice státní společnosti SOCAR a byly představeny plány na výstavbu železniční trati, která napojí Chankendi na železniční síť Ázerbájdžánu. Probíhají také práce na posilování energetické sítě v oblasti, Chankendi sice bylo připojeno na ázerbájdžánskou rozvodnou síť již čtyři dny po stažení arménských vojsk, nicméně nyní jsou budovány nové rozvodny a přenosová spojení.
V prezidentských volbách konaných dne 7. února 2024, prezident Alijev spolu s celou svou rodinou symbolicky odvolil v Chankendi, aby poukázal na návrat města pod ázerbájdžánskou správu.
V měsících po osvobození města ázerbájdžánské úřady demontovaly památníky symbolizující Archach, včetně Obřího kříže a Orlího památníku a soch významných Arménů, mezi nimiž byli například sochy Stěpana Šahumjana, Charlese Aznavoura nebo Alexandra Mjasnikjana. Začátkem března 2024 ázerbájdžánské úřady zbořily budovu Národního shromáždění Arcachu a budovu Svazu bojovníků za svobodu Arcachu.

## Obyvatelstvo
Určit počet obyvatel je složité. Oficiálně žilo začátkem roku 2020 ve městě 55 000 obyvatel, v drtivé většině Arménů. Neoficiálně zde žilo až 100 tisíc obyvatel. 
V roce 2023 před postupující ázerbájdžánskou armádou utekla většina arménských obyvatel města, populace tak klesla na zlomek, přesná čísla ale nejsou známa. Podle Al Jazeery ve městě nezůstal „absolutně nikdo, kromě několika tělesně postižených a seniorů“ a jde o „město duchů bez duše“. Ázerbájdžán slíbil reintegraci zbývajících obyvatel do ázerbájdžánské společnosti, prezident Alijev později také prohlásil, že během roku 2024 započne osidlování města rodinami někdejších ázerbájdžánských uprchlíků z oblasti.

## Náboženství
Velký arménský kostel z konce 19. století byl zničen ve 30. letech 20. století, aby mohlo být postaveno Státní dramatické divadlo Maxima Gorkého. Po zbytek sovětského období ve městě nebyly žádné tradiční kostely, ačkoliv většina obyvatel se hlásila k Arménské apoštolské církvi.
V roce 2007 byl otevřen Kostel sv. Jakuba, který až do roku 2019 zůstával jediným funkčním kostelem ve Stěpanakertu. Výstavba kostela byla financována Nersesem Yepreianem z Los Angeles. Kostel byl vysvěcen 9. května 2007 k 15. výročí arménského dobytí města Šuša.
Dne 19. července 2006 začala výstavba Katedrály Bohorodičky. Náklady na výstavbu byly kolem 2 milionů USD a hlavním architektem byl Gagik Jeranosjan. Výstavba pokračovala velmi pomalu, hlavně z důvodu nedostatku financí. Dokončení výstavby se očekávalo v září 2016, ale nakonec byla výstavba skončena až v roce 2019. V roce 2024 byla katedrála odsvěcena, což Arméni považují za důkaz ázerbájdžánského vandalismu.
Ve městě existuje malá komunita arménských evangelíků, která má kolem 500 členů. Jediný arménský evangelický kostel v Karabachu se nachází v Chankendi.

## Geografie a přírodní podmínky
Chankendi se nachází na břehu řeky Qarqarçay, na východním úpatí Karabašského pohoří. Většina území je hornatá. Město se nachází ve výše 813 m n. m.
Město má suché subtropické podnebí. Průměrná teplota v lednu je 0,5 °C a v srpnu 22,6 °C.
V srpnu 2021 byl v Chankendi zaveden výjimečný stav, protože kvůli suchu a vysoké teplotě vzduchu bylo 30 % města bez vody. Záchranáři distribuovali vodu kamiony s cisternami a byly obnoveny artéské studně z dob Sovětského svazu.

## Doprava

### Silniční doprava
Dne 11. srpna 2022 dokončil Ázerbájdžán výstavbu silnice, která spojuje Chankendi s Arménií. Celková délka dálnice je 32 km, z toho 10 km vede přes území Arménie.
Na konci roku 2023 byla dokončena výstavba čtyřproudé dálnice Barda – Agdam, na kterou navazuje rekonstruovaná silnice Agdam – Chankendi.

### Železniční doprava
Do Chankendi vedla od roku 1979 železniční trať z Jevlachu, ta však byla v důsledku válek a separatistické správy prakticky zničena. Město v současné době železniční spojení nemá. Od roku 2020 však probíhá obnova železniční trati Jevlach – Agdam, která by měla být dokončena v roce 2024. Na tento úsek naváže dalších 27 km trati z Agdamu do Chankendi, čímž bude zajištěno opětovné napojení města na hlavní železniční síť Ázerbájdžánu. Tento úsek je projektován, stavba by měla začít v průběhu roku 2024 a dokončena by měla být zřejmě do konce roku 2026.

### Letiště Chodžaly

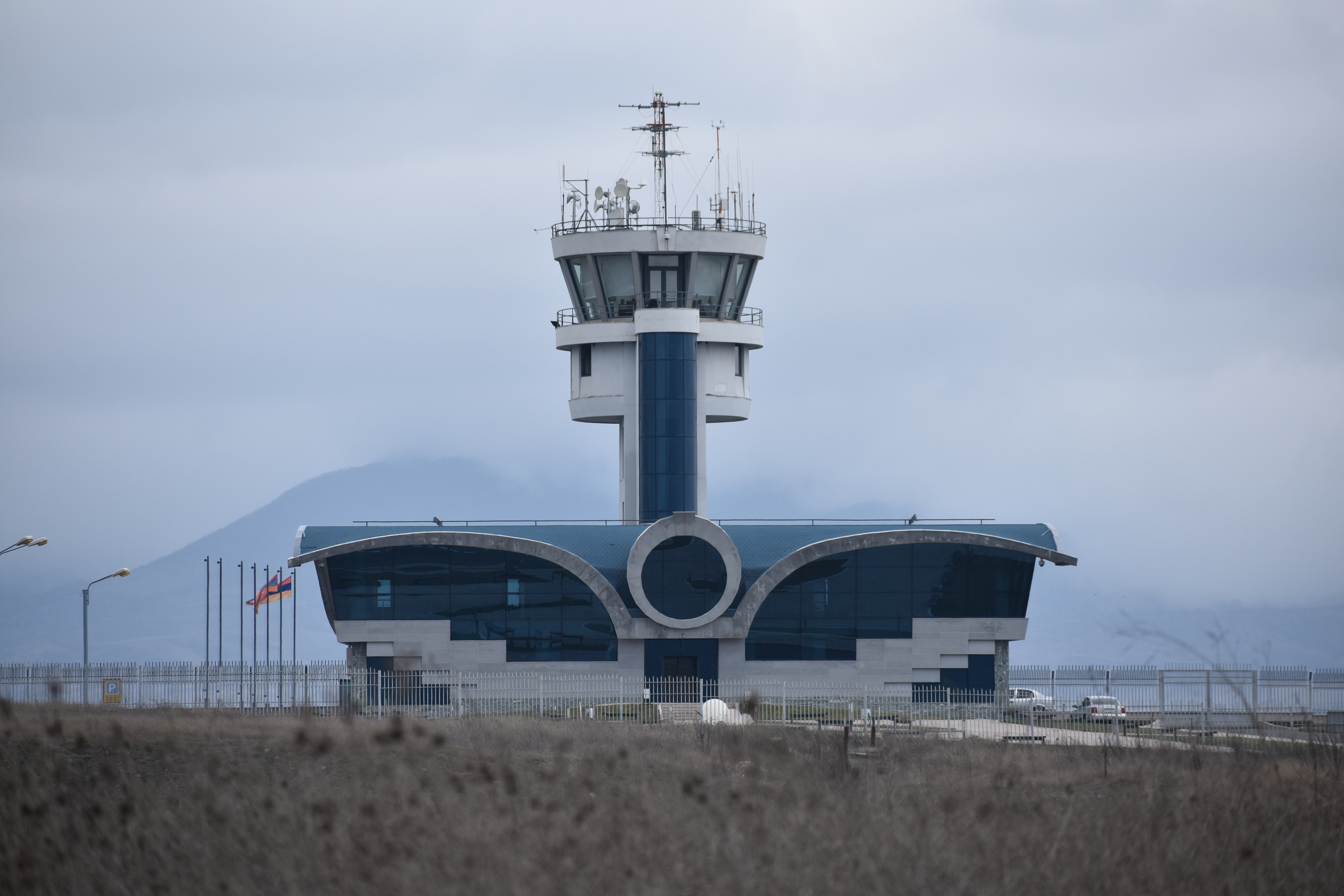
Letiště Chodžaly (2018)

Letiště Chodžaly (někdy nazýváno Chankendi) se nachází 10 km severně od města, v osadě Chodžaly a nese mezinárodní kód ICAO UBBS. Bylo postaveno v roce 1974, přijímalo především lety z Jerevanu a Baku. Během první karabašské války sloužilo především vojenským účelům a v roce 1992 bylo zničeno a uzavřeno. Od roku 2009 bylo letiště rekonstruováno a vznikla nová letištní budova nesoucí název Stepanakert Airport. V roce 2011 byla rekonstrukce dokončena, ovšem k zahájení provozu nikdy nedošlo. Jedná se totiž o mezinárodní letiště, nad nímž v souladu s de iure stavem Mezinárodní organizace pro civilní letectví po celou dobu konfliktu uznávala ázerbájdžánskou suverenitu a ten tak mohl formálně bránit zahájení provozu. Ázerbájdžán zahájení provozu arménskými separatisty odmítal, považoval ho za narušení své suverenity a hrozil použitím síly proti případným letadlům. Proti zahájení provozu se vyslovil i velvyslanec USA v Ázerbájdžánu a odsoudilo ho i Turecko, které navíc pohrozilo, že v takovém případě uzavře svůj vzdušný prostor arménským letům.
Po skončení druhé války o Náhorní Karabach začaly arcašské a ruské orgány projednávat otázku otevření letecké dopravy z Ruské federace. Bylo tvrzeno, že do několika měsíců může začít pravidelné letecké spojení s Moskvou i dalšími ruskými regiony. K tomu však nikdy nedošlo a letiště sloužilo pouze ruským „mírotvorcům“ v regionu.

## Školství

### Éra Republiky Arcach
V éře samozvané Republiky Arcach ve městě působila Arcašská univerzita, která měla devět fakult a vzdělávala celkem 4 700 studentů ve 29 oborech, přičemž zaměstnávala 338 učitelů. Po reintegraci města do Ázerbájdžánu univerzita zanikla a studenti pokračují ve vzdělávání na arménských univerzitách, uvažuje se však, že by pod stejným názvem mohla instituce v budoucnu působit v Arménii.

### Současnost
V listopadu 2023 byla dekretem prezidenta Ilhmana Alijeva založena Karabašská univerzita, která má první studenty přijmout od akademického roku 2024, tedy od září tohoto kalendářního roku. Univerzita bude v první fázi vyučovat 18 oborů na čtyřech fakultách a pro první rok se počítá s přijetím 800 až 1 000 studentů. Na univerzitě by mělo zpočátku permanentně působit 30 až 40 učitelů, kterým bude ve městě poskytnuto ubytování, s tím že další vyučující budou dojíždět na intenzivní bloky výuky či se připojovat online.

## Sport

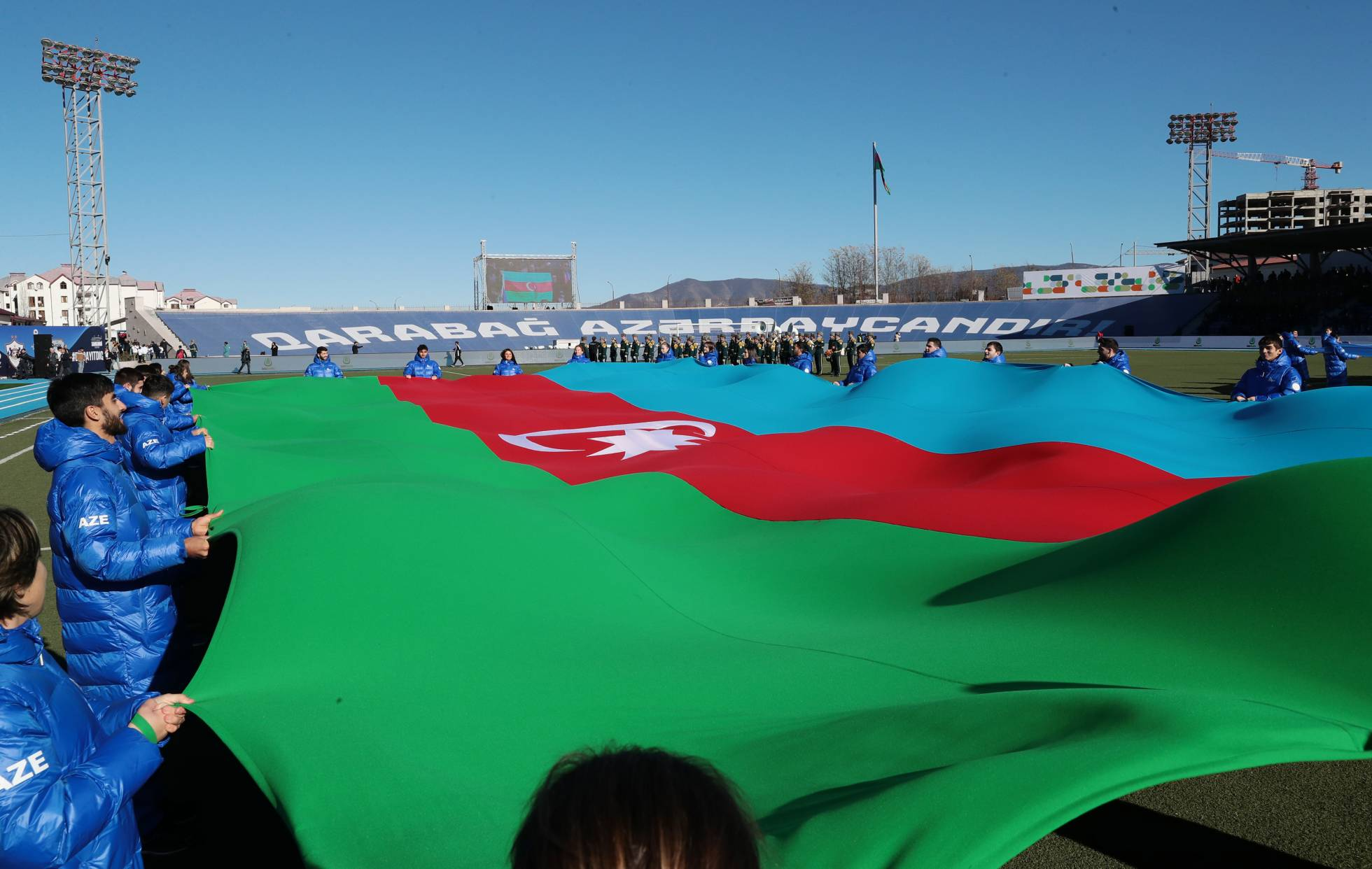
Městský stadion Chankendi během historicky prvního zápasu ázerbájdžánských celků za účasti prezidenta Ilhama Alijeva

V celé oblasti Náhorního Karabachu i ve městě samotném je nejpopulárnějším sportem fotbal. I z toho důvodu má město dokonale vybavený fotbalový stadion, který vznikl pod názvem Stadion Josifa Stalina již v roce 1956. Za éry Republiky Arcach byl zvaný nejprve Centrální stadion Stepana Šahumjana a později Stěpanekertský republikánský stadion. Dnes nese názve Městský stadion Chankendi, který mu byl oficiálně přiřknut již v roce 1991, ale v důsledku arménské okupace nebyl používán. Stadion prošel v roce 2023 částečnou renovací, modernizovány byly šatny, umělý trávník a nahrazeny byly sedačky, které původně nesly barevné schéma Republiky Arcach.

### Éra Republiky Arcach
Od poloviny 90. let fotbalové týmy města soutěžily v různých kategoriích Arménské republiky. Nejreprezentativnějším fotbalovým týmem Stěpanakertu byl v arménské éře Lernayin Artsakh FC, který se účastnil soutěže Artsakh National League, která začala v roce 2009. Existoval také „národní“ fotbalový tým Arcachu, který byl vytvořen v roce 2012. Zápasy hrál proti jiným mezinárodně neuznaným celkům, jako jsou např. Ruskem okupované separatistické části Gruzie Abcházie a Jižní Osetie.
Mezi další populární sporty ve městě patřil basketbal a volejbal. Atleti Arcachu na mezinárodních sportovních soutěžích vystupovali pod vlajkou Arménie.

### Současnost
První zápas v rámci ázerbájdžánských soutěží se na Městském stadionu Chankendi odehrál 21. prosince 2023 mezi celky FK Karabach a MOIK Baku FK, utkání vyhrál 1:0 FK Karabach.

## Významní rodáci
- Zahra Šachtachtinskaja (* 1895) – sovětsko–ázerbájdžánská zooložka a helmintoložka, nositelka Leninova řádu
- Bachši Galandarli (* 1903) – vyznamenaný ázerbájdžánský divadelník, herec a režisér
- Širin Mirzajev (* 1947) – ázerbájdžánský podplukovník, nositel vyznamenání Hrdina Ázerbájdžánu za velení během První války o Náhorní Karabach
- Robert Kočarjan (* 1954) – arménský politik, druhý prezident Arménie
- Serž Sarkisjan (* 1954) – arménský politik a třetí prezident Arménie
- Karen Karapetjan (* 1963) – arménský politik, premiér Arménie

## Partnerská města v éře Republiky Arcach
- Cchinvali, Jižní Osetie (2014)
- Jerevan, Arménie
- Montebello, USA
- San Sebastián, Španělsko
- Suchumi, Gruzie

## Galerie

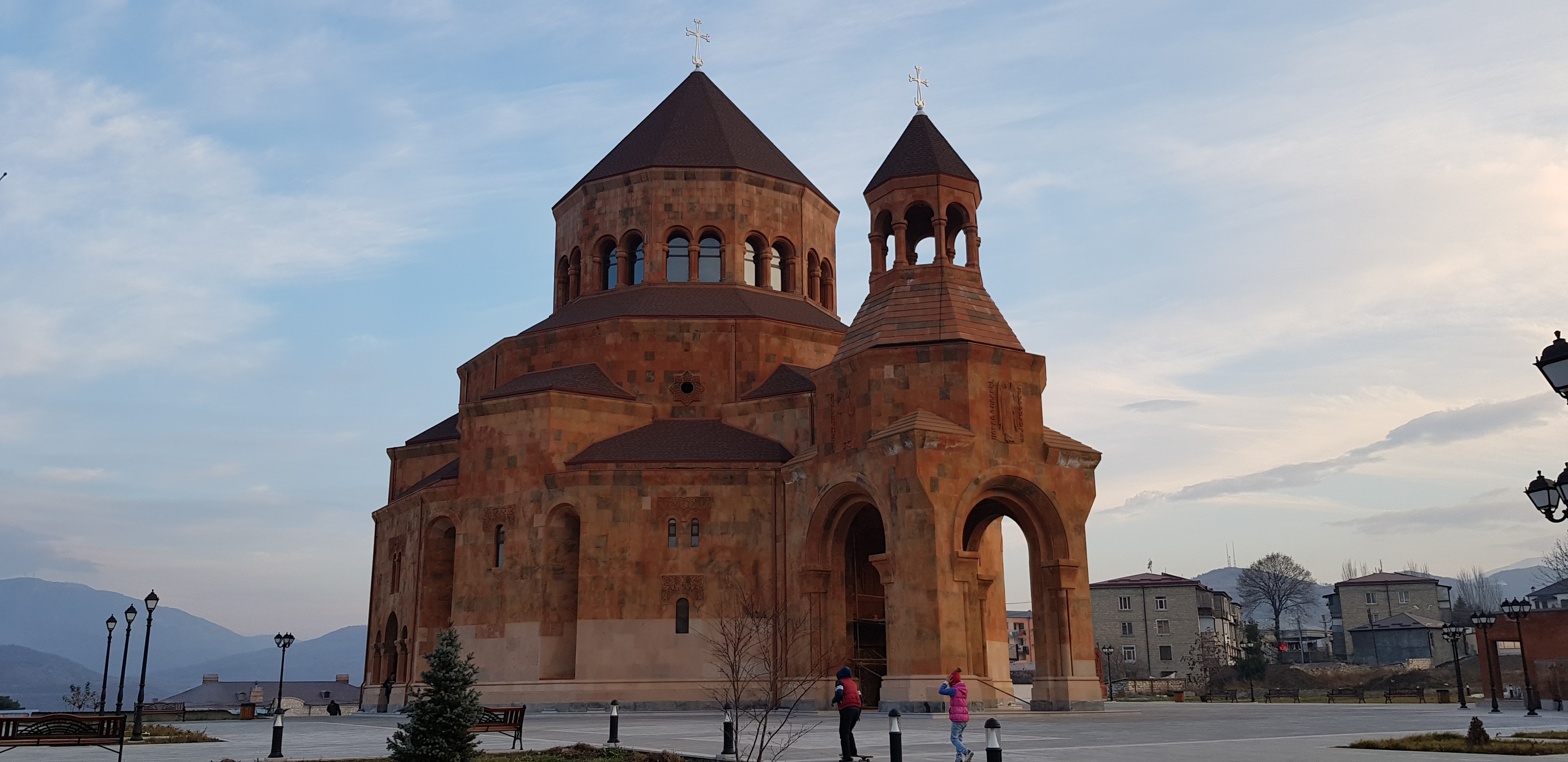
Katedrála Bohorodičky (2019)
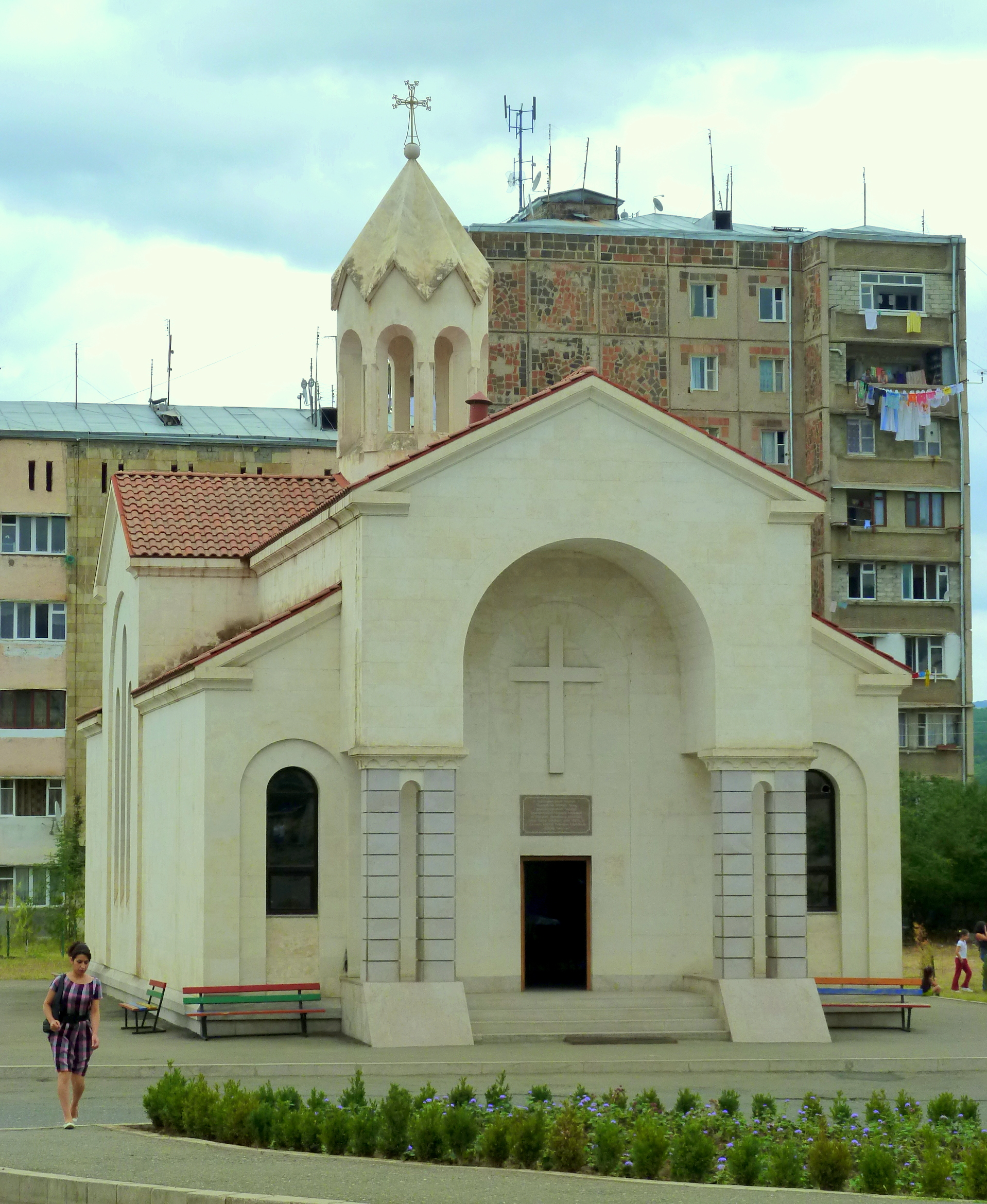
Kostel sv. Jakuba (2011)
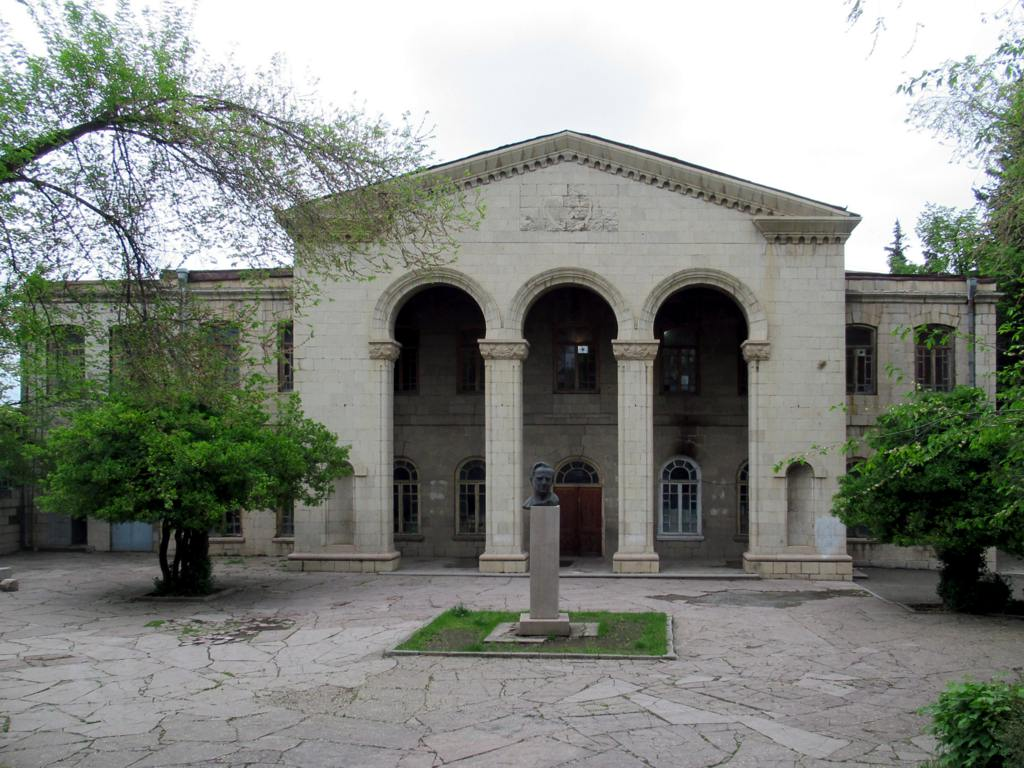
Státní dramatické divadlo Maxima Gorkého (2017)
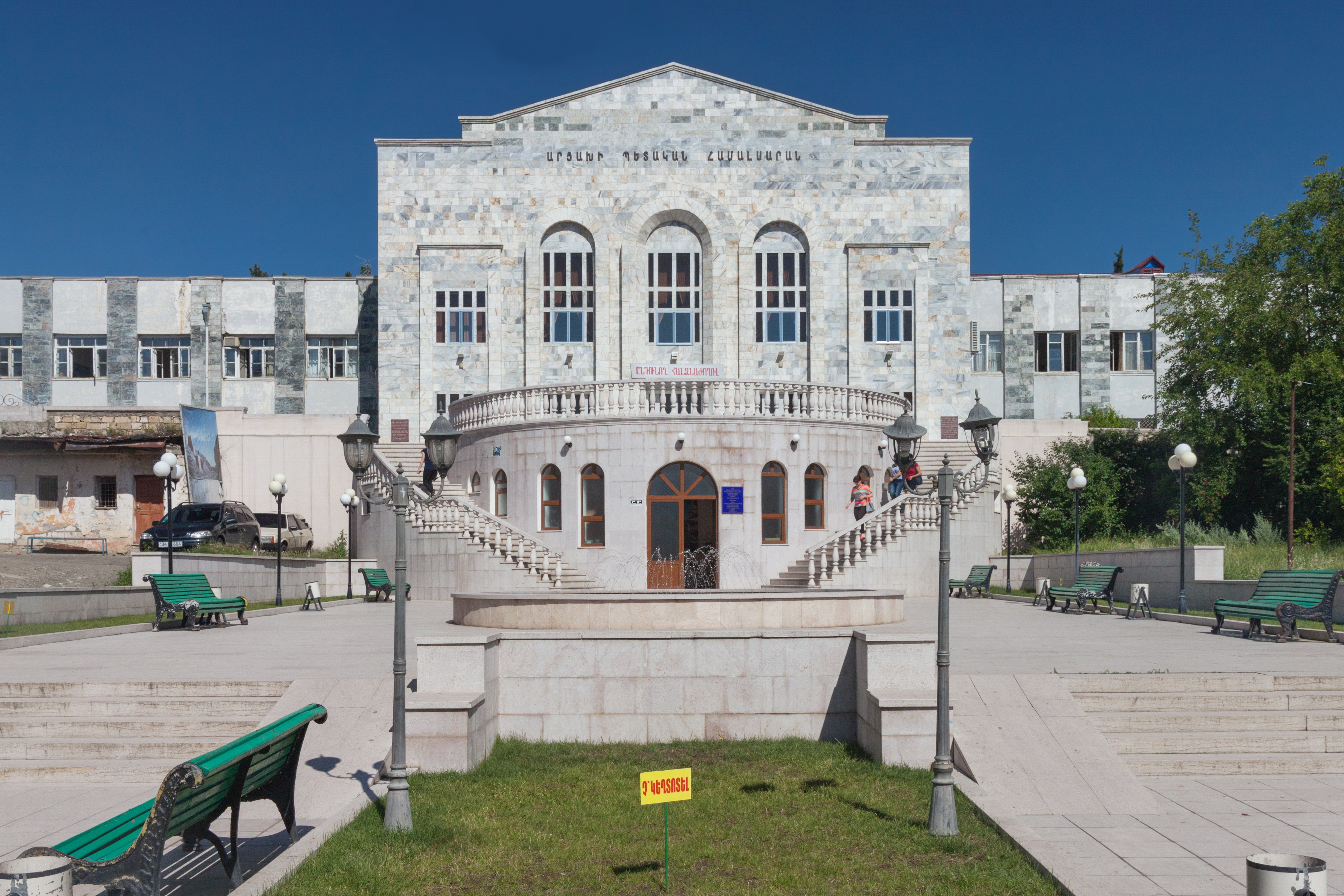
Karabašská univerzita (2014)
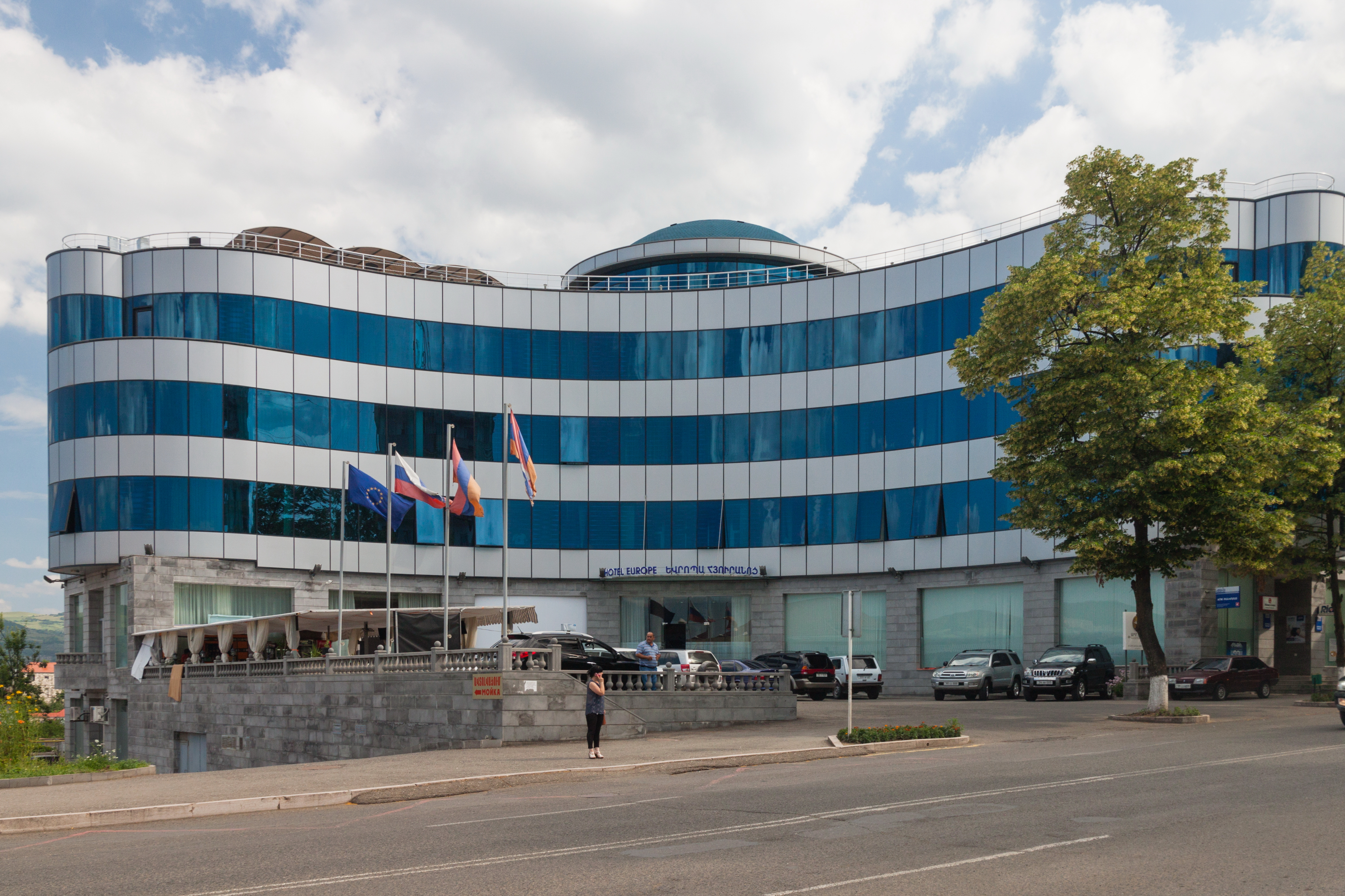
Hotel Evropa (2014)
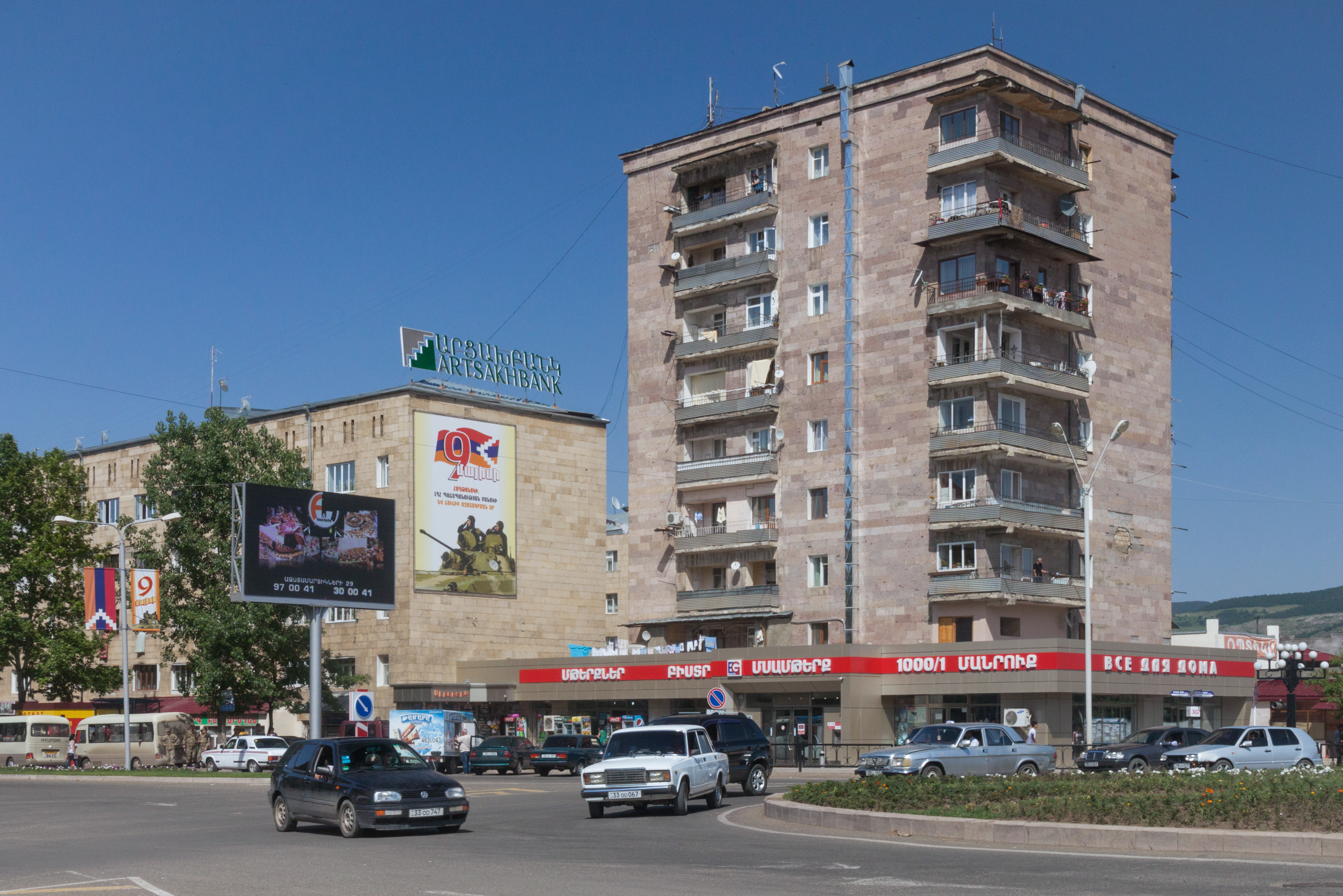
Centrum města (2014)
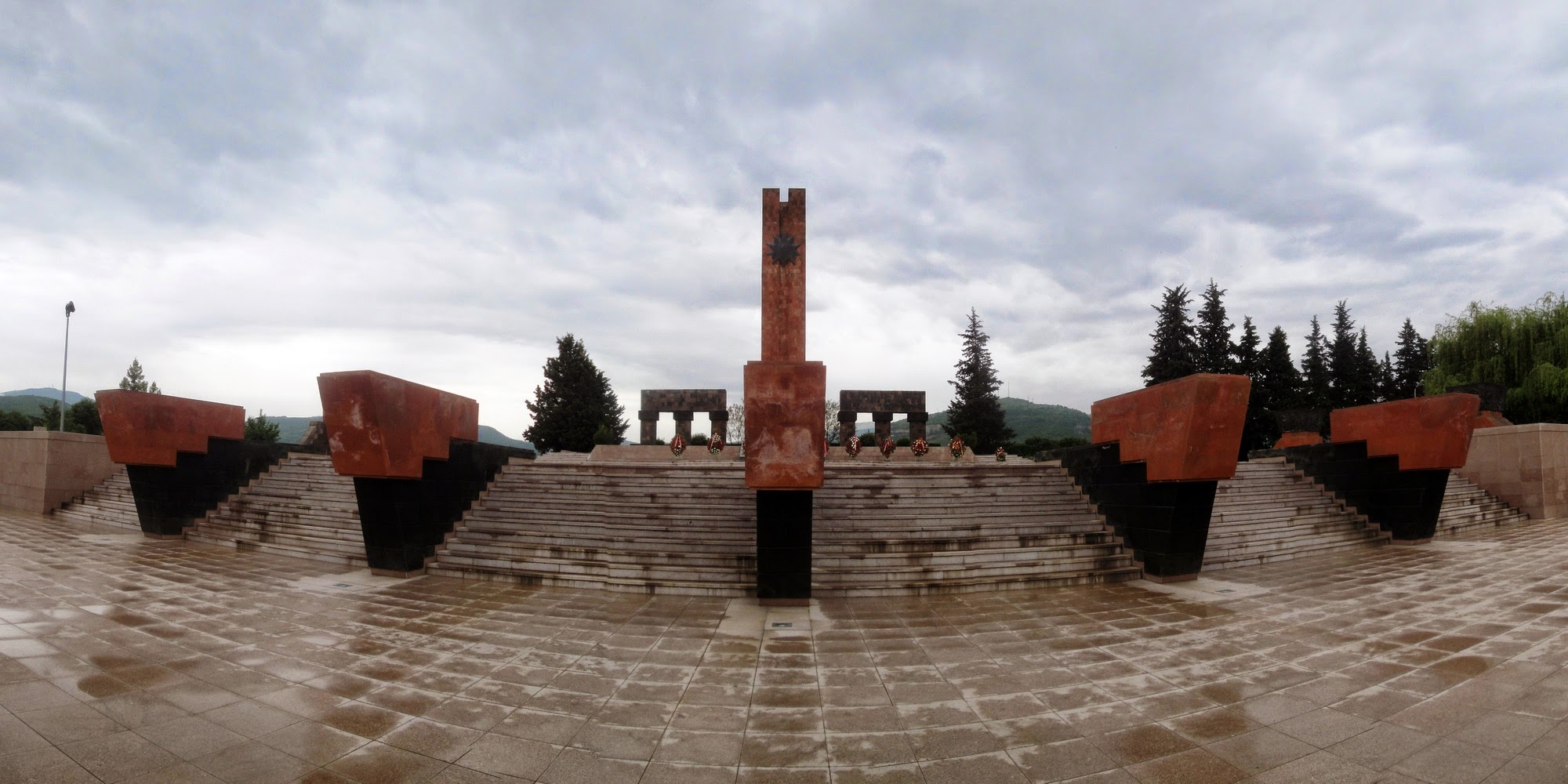
Památník obětem druhé světové války (2014)
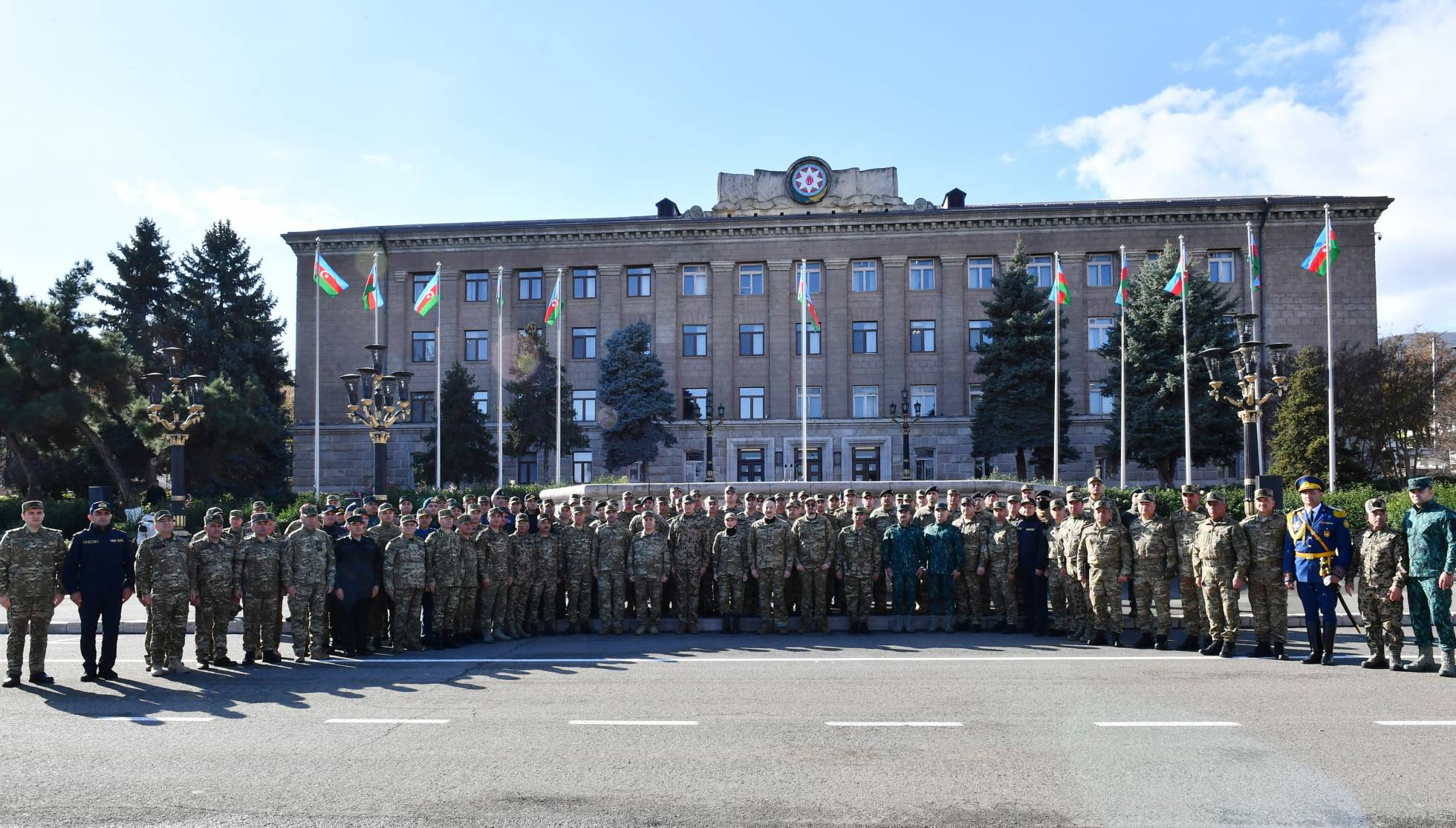
Budova bývalého Nejvyššího sovětu Náhorněkarabašské autonomní oblasti a do roku 2023 prezidentské sídlo Arcachu (2023)
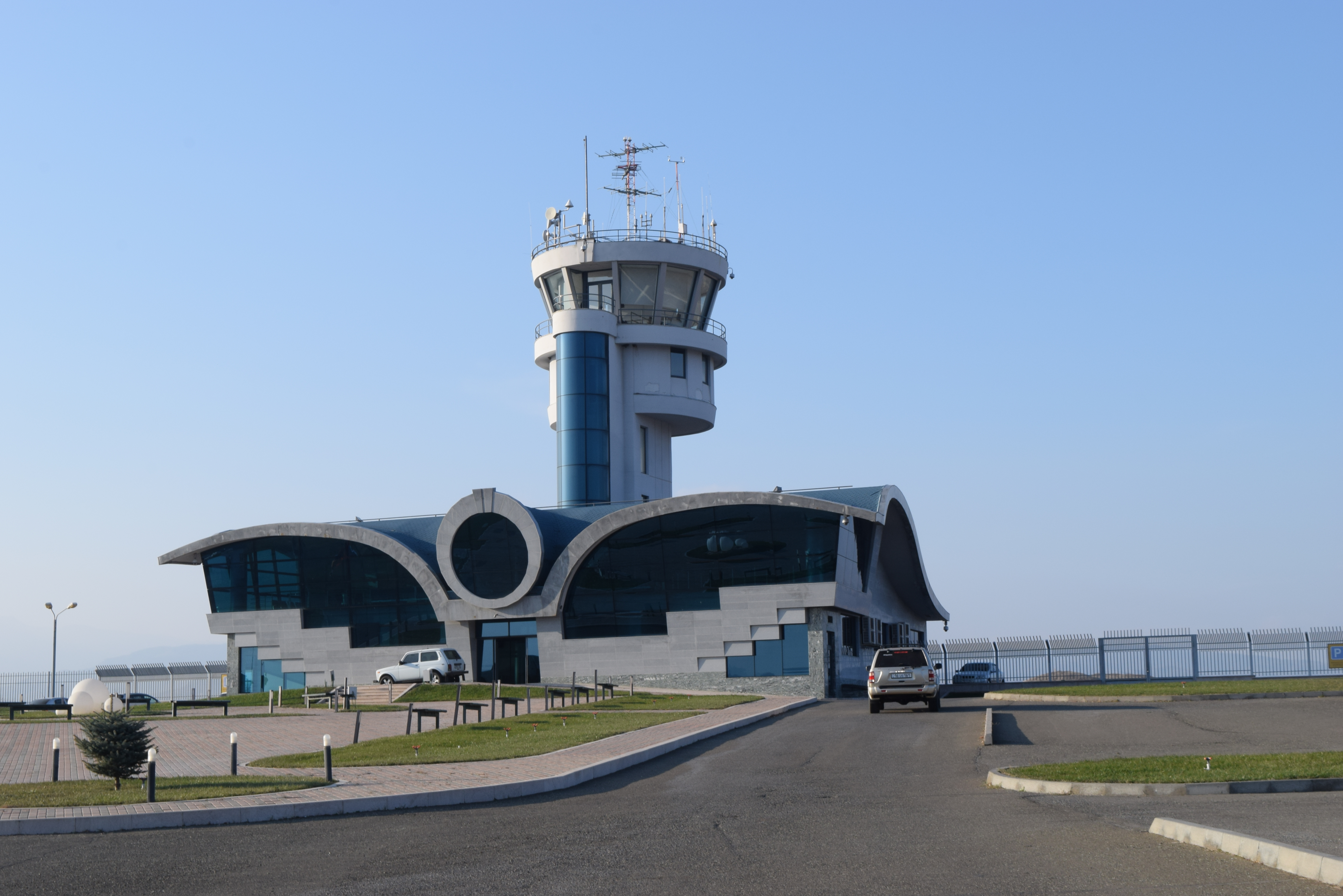
Letiště Chodžaly (2017)
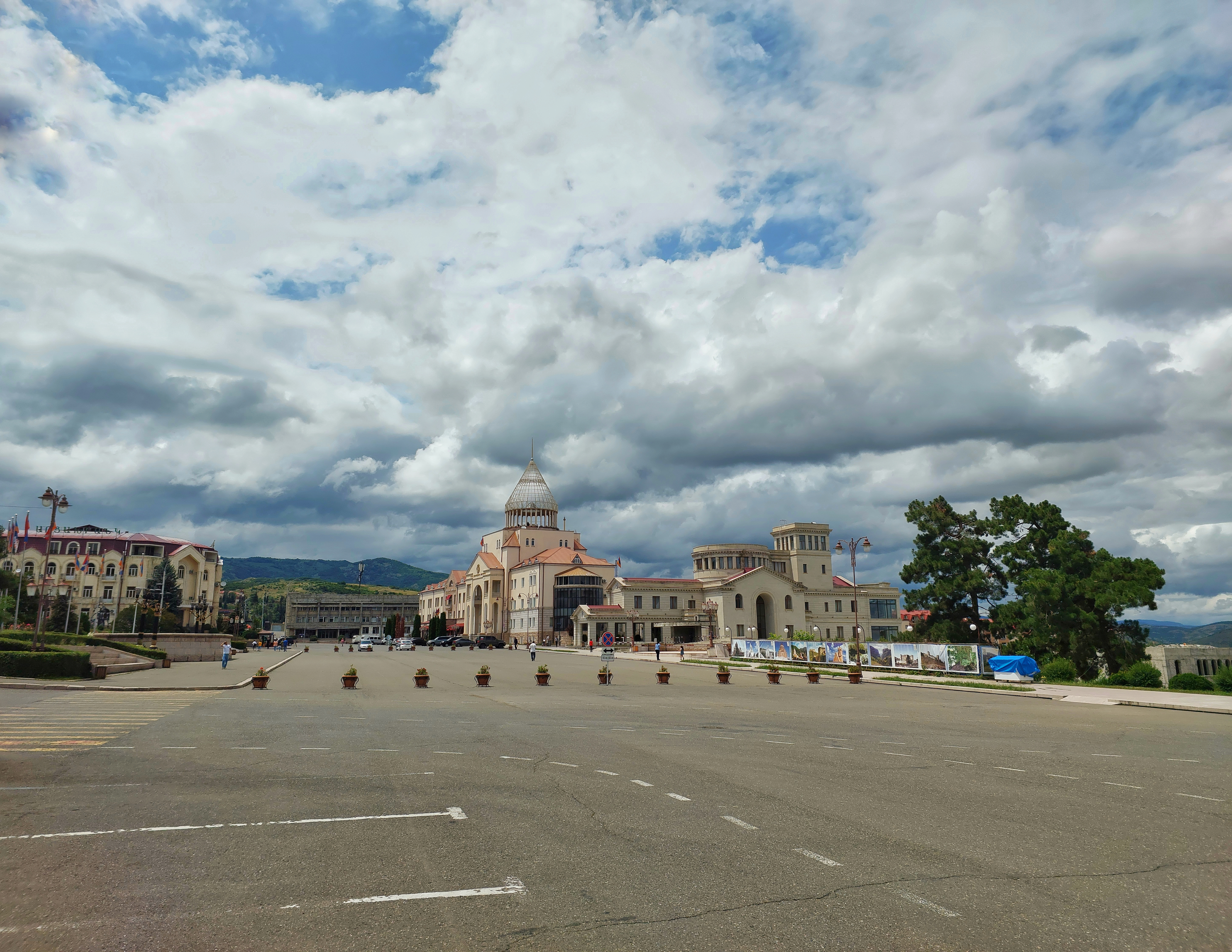
Centrální náměstí, dříve zvané Renesanční náměstí (2023)